# Городыславичи
Городыславичи (укр. Городиславичі) — село в Давыдовской сельской общине Львовского района Львовской области Украины.
Население по переписи 2001 года составляло 438 человек. Занимает площадь 2,59 км². Почтовый индекс — 81152. Телефонный код — 3230.